# روابط اسرائیل و زیمبابوه
روابط اسرائیل و زیمبابوه به روابط خارجی بین اسرائیل و زیمبابوه اشاره دارد. هیچ‌یک از دو کشور سفیر مقیم ندارند.

## تاریخ
اسرائیل در اصل از اعلام استقلال رودزیا در سال ۱۹۶۵ از بریتانیا حمایت نکرد. بعداً در همان سال، رژیم جدید رودزیا را غیرقانونی خواند.
با این حال، در دهه ۱۹۷۰ نگرش اسرائیل به رودزیا تغییر کرد. رودزیا به دلیل ماهیت تیموکراتیک تا حد زیادی تحت تحریم‌های بین‌المللی بود. اسرائیل، مانند پرتغال و دیگران، در این تحریم‌ها شرکت نکرد. در طول دهه ۱۹۷۰، اسرائیل در زمان جنگ بوش رودزیا، اسلحه و تجهیزات نظامی را به دولت سفید رودزیا فروخت و سرانجام به آنها مجوز ساخت خود را داد.
رودزیا در سال ۱۹۷۹ به زیمبابوه تبدیل شد. دولت جدید زیمبابوه تحت مدیریت رابرت موگابه طی دهه ۱۹۸۰ از سازمان آزادیبخش فلسطین تحت رهبری یاسر عرفات حمایت کرد و در مارس ۱۹۸۳ به‌طور رسمی با سازمان آزادیبخش فلسطین روابط برقرار کرد. روابط اسرائیل با آفریقای جنوبی در دهه ۱۹۷۰ منجر به حمایت کلامی زیمبابوه از سازمان آزادیبخش فلسطین و مقایسه صهیونیسم با آپارتاید شد. نشریه دولتی، هرالد، مشروعیت وجود اسرائیل را زیر سال برد. در اکتبر ۱۹۸۳، آبل موزوروا، نخست‌وزیر سابق رودزیا، از اسرائیل دیدار کرد. وی از رابرت موگابه خواست تا روابط دیپلماتیک برقرار کند و گفت که سیاست‌های وی به صنایع کشاورزی و فناوری زیمبابوه آسیب می‌رساند. موزوروا در آن سال به جرم توطئه با اسرائیل و آفریقای جنوبی به زندان افتاد.
اسرائیل و زیمبابوه در سال ۱۹۹۳ روابط رسمی دیپلماتیک برقرار کردند. در سال ۲۰۰۱، دولت زیمبابوه حمایت خود را از راه حل دو کشوری درگیری اسرائیل و فلسطین اعلام کرد.

## روابط تجاری

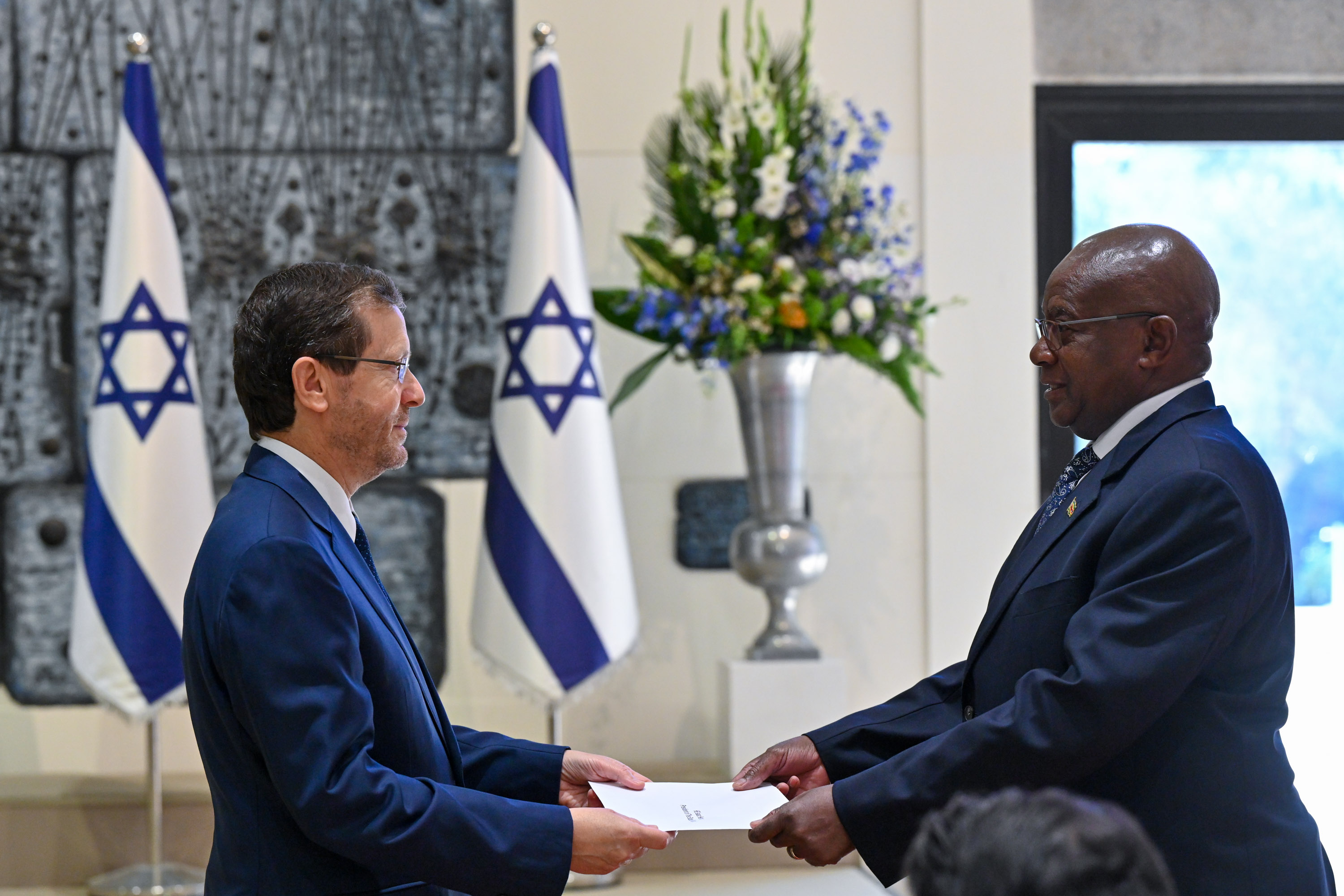
تقدیم استوارنامه سفیر زیمبابوه به هرتزوگ رئیس‌جمهور اسرائیل، اکتبر ۲۰۲۲

زیمبابوه طرف تحریم اسرائیل نیست. در مارس ۲۰۰۲ یک شرکت اسرائیلی وسایل نقلیه کنترل شورش را به دولت موگابه فروخت. در سال ۲۰۰۸، یک هیئت تجاری زیمبابوه برای بررسی فرصت‌های جدید تجاری در زمینه‌های کشاورزی، ارتباطات از راه دور، لوازم آرایشی و انرژی خورشیدی به مدت یک هفته از اسرائیل بازدید کرد. این تور توسط مسیحیان اسرائیل زیمبابوه برگزار شد.
در سال ۲۰۱۵، صادرات اسرائیل به زیمبابوه بالغ بر ۷٫۱۴ میلیون دلار آمریکا بود در حالی که زیمبابوه در همان سال تقریباً به‌طور انحصاری الماس با هزینه ۱۳٫۸ میلیون دلار به اسرائیل صادر کرد.